# 왕위 (후한)
왕위(王威, 생몰년 미상)는 중국 후한 말의 무장이다.

## 생애
형주(荊州)의 제후 유표(劉表)의 차남 유종(劉琮)을 섬겼다. 조조(曹操)가 대군을 이끌고 침공해 오자 유종은 싸우지도 않고 항복하였고, 유비(劉備)는 도주하였다. 이때 왕위는
"조조가 우리를 얕보고 있고, 유비도 도망갔기 때문에 안심하여 방비를 느슨하게 하였을 것입니다. 저에게 1,000명의 병사를 주신다면, 조조를 생포하겠습니다. 조조를 잡는다면 천하도 꿈은 아닐 것입니다."
라고 말하였다. 그러나 유종은 듣지 않았고, 이후의 왕위의 행적은 기록된 바가 없다.

## 《삼국지연의》 속 왕위
유표의 부장으로 등장한다. 유비의 암살을 꾀한 채모(蔡瑁)의 명령으로 동료 문빙(文聘)과 함께 조운(趙雲)을 유비의 곁에서 떼어내는 역할을 맡았다. 조조가 형주에 입성하자, 청주(靑州)자사에 임명된 유종과 그의 어머니 채(蔡)부인의 호위역을 맡았으나 조조의 밀명을 받은 우금(于禁)의 습격을 받아 유종과 함께 죽임을 당하였다.